# Bee Vang
Bee Vang (Fresno, 4 novembre 1991) è un attore e sceneggiatore statunitense, noto per aver recitato in Gran Torino di Clint Eastwood (2008), dove interpreta Thao Vang Lor, un giovane Hmong, installato a Detroit, in Michigan.
Di origini hmong, è nato 4 anni dopo l'arrivo in California dei genitori dalla Thailandia.

## Filmografia

### Attore

#### Cinema
- Gran Torino, regia di Clint Eastwood (2008)
- Comisery, regia di Quentin Lee e Adisakdi Tantimedh (2020)

#### Televisione
- Boy Luck Club – serie TV, episodi 1x04 e 1x08 (2020)